# Битка при Вердюн
Битката при Вердюн (на френски: Bataille de Verdun; на немски: Schlacht um Verdun) е сражение между армиите на Франция и Германската империя по време на Първата световна война, продължило от 21 февруари до 18 декември 1916 година.
През 1915 година на Западния фронт все още се водят позиционни военни действия. В германското върховно командване възникват противоречия относно действията, които трябва да се предприемат, за да се излезе от това положение, неизгодно за Германия Централните сили страдат от недостиг на ресурси поради морската блокада, наложена от Антантата, което принуждава Германия да търси бърз изход от войната. Ерих Лудендорф е активен поддръжник на настъплението на Източния фронт (срещу Руската империя), но друго е мнението на Конрад фон Хьотцендорф, началника на генералния щаб на Австро-Унгария, който настоява военните усилия да се пренесат на Италианския фронт. Ерих фон Фалкенхайн, началник-щаб на главното командване на Германската армия, налага свой план, според който военното усилие трябва да се насочи срещу Франция. Германското Върховно командване приема плана на Фалкенхайн, който обещава най-големи облаги при успешно провеждане.
Битката между армиите на Франция и Германия за Вердюнския укрепен район е едно от най-продължителните и кръвопролитни сражения, известно също като „месомелачката“, през Първата световна война. То завършва чак през следващата зима, без някоя от страните да е получила надмощие, въпреки че общият брой на жертвите достига почти един милион души.
Германското командване решава през 1916 година да нанесе главен удар на Западния фронт срещу Вердюнската дъга – опора на целия Френски фронт. Според германското върховно командване задачата на Вердюнския пробив е да „обезкърви противника“, като го принуди да се бие за всеки метър срещу превъзхождащи го германски сили, като вкарва нови сили във вече загубени и добре укрепени територии и по този начин да отчита огромни загуби (избира се участък от фронта, към който е особено чувствително общественото мнение, а именно Вердюн, който е символ на непобедимостта на Франция). Още от началото е планирана като битка на изтощение. Линията е отбранявана от 8 френски дивизии. На 15-километровия участък на пробива, срещу две френски дивизии Германия съсредоточава шест и половина дивизии с 946 оръдия (от които 496 тежки) от състава на Трета германска армия. Трета германска армия е командвана от кронпринца (престолонаследника) Вилхелм.
От 21 февруари до 10 март германските сили постигат очаквания резултат – те завладяват опорните точки Форт Дуомон, Морт Ом и гористата местност Авокур. От този момент атаката на немците губи инерцията си. Редуват се атаки на германските и френските войски, които отново и отново превземат тези опорни точки. През юни армията на кронпринца, със своите 12 дивизии (подкрепленията са снети от фронта) постига нови успехи, превземат се фортовете Во (7 юни), Тиомон (11 юни), Сувил (23 юни), а самият Вердюн е под заплаха. На следващия ден Фалкенхайн решава да снеме атакуващите сили от Вердюн, поради опасение от атака на французите при Сома. Без тези сили армията, атакуваща Вердюн, е обречена на поражение.
Вердюнската операция е опит да се прекрати позиционната война и да се пристъпи към същността на класическото военно изкуство, а именно към „обходните маньоври“, които биха позволили на настъпващата армия да обгради защитаващата се и по този начин да се осигури значително предимство. Поради неуспеха на операцията, на Западния фронт се установяват отново позиционните военни действия почти до самия край на войната. Едва на 15 юли 1918 година френският генерал Фердинанд Фош преминава в масово настъпление, съкрушавайки напълно германските сили.

## Прелюдия

### Германска офанзивна подготовка
Вердюн е изолиран от три страни от 1914 година и железопътната линия Париж – Сент Мену – Лез Илет – Клермон ан Аргон – Обревил – Вердюн в Аргонската гора е затворена в средата на юли 1915 година. Дивизиите на германската 5-а армия по десния фланг достигат хълма Ла Морт ФИй след продължителни атаки, което прави железницата неизползваема. Остава само малка железница за превоз на товари, докато железниците под контрола на германците се намират само на 24 km северно от фронтовата линия. Към 5-а армия е изпратен корпус, който да предостави работна ръка в подготовка за офанзивата. Околните райони са опразнени от френските цивилни, а сградите са реквизирани. Положени са хиляди километри телефонни кабели, а огромно количество амуниции и храна са докарани под прикритие, докато стотици оръдия се позиционират и прикриват с камуфлаж. Построени са нови железопътни линии с 20 станции, както и големи подземни бомбоубежища, всяко от които може да побира до 1200 германски пехотинци.
Трети, Седми и Осемнадесети корпус са прехвърлени към Пета армия, като всеки корпус е съставен от 2400 опитни войници плюс 2000 обучени новобранци. Пети корпус е изпратен зад фронтовата линия, в готовност да се мобилизира при нужда, когато нападателните дивизии преминат в настъпление. Петнадесети корпус представлява резервата на 5-а армия и стои в готовност за вторични операции, след като френската отбрана рухне. Уредено е поддържането на несекващ артилерийски огън по време на офанзивата. 331⁄2 влака с боеприпаси на ден трябва да доставят по около 2 милиона снаряда през първите шест дни, както и още 2 милиона през следващите дванадесет дни. Създадени са пет ремонтни работилници близо до фронта, така че да се намалят забавянията при ремонтните работи, а заводите в Германия са подготвени бързо да вкарват в строя повредената артилерия. Общо 1200 оръдия са изпратени на вердюнския фронт, от които 2/3 са тежки и свръхтежки. За целта е взета съвременната германска артилерия от останалите части по Западния фронт, на които в замяна са оставени плячкосаните руски и белгийски оръдия. Германската артилерия има възможността да обстрелва издатината на Вердюн от три посоки, като същевременно е достатъчно разпръсната.

### Германски план за атака
Пета армия разделя фронта на атака на зони: A на 7-ми резервен корпус, B на 18-ти корпус, C на 3-ти корпус и D на 15-ти корпус. Предварителната артилерийска бомбардировка трябва да започне сутринта на 12 февруари 1916 година. Към 5 часа следобеда пехотата в зоните от A до C трябва да премине в открит строй под прикритието на гранатните и огнехвъргачните отряди. Когато това е възможно, френските предни окопи следва да се завземат, а втората позиция да се разузнае за артилерийски обстрел на втория ден. Голям акцент е поставен върху ограничаването на германските пехотни жертви, като те трябва да бъдат изпращани едва след опустошителните артилерийски бомбардировки, които ще носят тежестта на офанзивата в поредица от големи атаки с ограничени цели, така че да се поддържа натиска върху французите. Първоначални цели са Мьозките възвишения по линията от Фроад Тер до Форт Сувил и Форт Таван, което би предоставило по-сигурна отбранителна позиция, от която да се отблъсват френските контраатаки. „Безмилостен натиск“ е понятие, използвано от щаба на 5-а армия и създаващо неясноти относно целта на офанзивата. Ерих фон Фалкенхайн иска да бъдат завладявани земи, от които артилерията да може да доминира на бойното поле, а 5-а армия иска бързо превземане на Вердюн. Объркването е оставено да бъде изяснено от щаб-квартирите на корпусите.
Генералите на корпусите са отговорни за избирането на мишени за артилерията, докато съгласуването на огъня по фланговете от съседните корпуси и огъня на някои батареи е задължение на щаб-квартирата на 5-а армия. Френските укрепления трябва да бъдат ударени с най-тежките гаубици и анфиладен огън. Тежката артилерия има за цел да поддържа бомбардировките на дълги разстояния по френските пътища за доставки и райони на събиране. Контрабатарейният огън е запазен за специални батареи, стрелящи газови снаряди. Съгласуването между артилерията и пехотата е подчертан момент, като е даден приоритет на точността на артилерията пред скорострелността ѝ. Откриващият залп следва да набере скорост бавно, като накрая премине в огън, който е толкова бърз, че взривовете му се сливат в един общ грохот. Докато пехотата напредва, артилерията трябва да увеличава скоростта си на стреляне, за да унищожи вторичните френски позиции. Артилерийските наблюдатели имат задачата да напредват заедно с пехотата и да водят комуникация с оръдията чрез полеви телефони, сигнални ракети и цветни балони. С началото на офанзивата, французите следва да бъдат обстрелвани продължително, като мъчителният огън трябва да бъде поддържан и през нощта.

### Френска отбранителна подготовка
През 1915 година са премахнати общо 237 оръдия и 657 тона амуниции от крепостите в укрепения регион на Вердюн, като са оставени само тежките оръдия на прибиращите се кули. Преобразуването на фортифицирания район в конвенционална линейна защита с окопи и бодлива тела се извършва бавно, докато ресурси от Вердюн са изпращани към втората битка при Шампан (25 септември 1915 – 6 ноември 1915). През октомври 1915 година започва прокопаването на окопни линии, а през януари 1916 година инспекцията на генерал Едуар дьо Кастелно докладва, че новите отбранителни съоръжения са задоволително, с изключение на малки пропуски на три места. Гарнизоните на крепостите са намалени до малки екипи за поддръжка, а някои от укрепленията дори са подготвени за разрушаване. Поддържащите гарнизони отговарят пред централната военна бюрокрация в Париж, а когато командирът на 30-и корпус, генерал-майор Пол Кретиен, отива да инспектира Форт Дуомон през януари 1916 година, му е отказан достъп.
Дуомон е най-голямото укрепление във фортифицирания район на Вердюн и към февруари 1916 година единствената останала артилерия в крепостта са 75-mm и 155-mm оръдейни кули и леки оръдия, покриващи рова. Фортът се използва като казарма от 68 техници под командването на административен офицер. Една от въртящите се 155-mm кули е частично пилотирана, докато останалите са изоставени. Картечниците Hotchkiss са съхраняват в кутии, а четирите 75-mm оръдия в казематите вече са премахнати. Подвижният мост е заседнал в спуснато положение след удар от немски снаряд и не е поправен. Стенните бункери с револверни оръдия Hotchkiss, които защитават рововете, са изоставени.
В края на януари 1916 година френското разузнаване получава точна оценка на германските военен капацитет и намерения за Вердюн, но Жозеф Жофър вярва, че едно такова настъпление би било само с цел заблуждение, поради липсата на очевидна стратегическа цел. Към момента на германската офанзива, Жофър очаква по-голямата атака на друго място, но нарежда 7-и корпус да бъде изпратен към Вердюн на 23 януари, за да се задържи северната част на западния бряг. 30-и корпус държи издадения фронт източно от Мьоз на север и североизток, докато 2-ри корпус държи източната част на Мьозките възвишения. Генерал Фредерик-Жорж Ер разполага с 81⁄2 дивизии на фронтовата линия плюс 21⁄2 дивизии в резерв. Френската група армии „Център“ под командването на генерал Фернан дьо Лангъл дьо Кари разполага с 1-ви и 10-и корпус, всеки с по две дивизии в резерва, както и с по-голямата част от 19-а дивизия. Жофър има под командването си 25 дивизии във френския стратегически резерв. Френските артилерийски подкрепления наброяват 338 полеви оръдия и 244 тежки оръдия при Вердюн, които са изправени срещу 1201 немски оръдия, 2/3 от които са тежки или свръхтежки.

## Ход на битката

### Първи етап, 21 февруари – 1 март

#### 21 – 26 февруари
Операция „Присъда“ трябва да започне на 12 февруари 1916 година, но поради наличието на мъгла, силен дъжд и силен вятър е отложена до 7:15 часа на 21 февруари, когато започва 10-часов артилерийски обстрел от 808 оръдия. Германската артилерия изстрелва около 1 милион снаряда по фронт с дължина 30 km и широчина 5 km. Основната концентрация на огъня е по десния (източен) бряг на река Мьоз. 26 свръхтежки далекобойни оръдия, достигащи 420 mm, откриват огън по крепостите в град Вердюн. Тътенът от стрелбата се чува чак на 160 km.
Бомбардирането спира към пладне като примамка за френските оцелели да се покажат, а германските разузнавателни самолети да прелетят над бойното поле необезпокоявани от френски самолети. Германските 3-ти, 7-и и 18-и корпус нападат към 16:00 часа, използвайки огнехвъргачки и специални щурмоваци, които да избиват останалите защитници на Вердюн. Тази тактика е разработена от капитан Вили Рор и щурмбатальонът му, който провежда атаката. Оцелелите французи отвръщат на огъня, ала нанасят на немците само около 600 жертви.
Към 22 февруари германските войски са напреднали с 5 km и са превзели Боа де Кор в края на селото Флаба. Два френски батальона, предвождани от полковник Емил Дриан, удържат гората в продължение на два дни, но са принудени да се изтеглят към Самоньо, Бомон ан Ож и Орн. Дриан е убит, сражавайки се рамо до рамо с войниците си, като само 118 от тях успяват да избягат. Поради влошените комуникации, едва в този момент френското висше командване осъзнава сериозността на атаката. Германците успяват да превземат селото Омон, но френските войски отблъскват германското настъпление срещу селото Боа дьо л'Ербебоа. На 23 февруари френска контраатака при Боа де Кор се проваля.
Боевете за Боа дьо л'Ербебоа продължават, докато германците не заобикалят френските защитници по фланга от Боа дьо Уаврил. Германските нападатели дават много жертви, докато атакуват Боа дьо Фос. Атаките им продължават на 24 февруари, а френският 30-и корпус е принуден да отстъпи към втората защитна линия. 10-и корпус на генерал Морис Балфурие пристига в последния момент и веднага е изпратен напред. Същата вече Кастелно съветва Жофър, че Втора армия под командването на генерал Филип Петен следва да бъде изпратена към укрепения регион на Вердюн. По това време германците вече са превзели Бомон ан Вердюноа, Боа де Фос и Боа де Кориер и се придвижват към клисурата Асул, която води към Форт Дуомон.
Към 15:00 часа на 25 февруари пехотата на германския 24 полк напредва с 2-ри и 3-ти батальон от двете си страни. Забавяне при пристигането на заповедите води до това, че 3-ти батальон се придвижва без поддръжка по фланга си. Германците се втурват срещу френски позиции в горите при Кота 347 с картечна поддръжка от Боа Ермитаж. Немската пехота пленява много французи, докато останалите се изтеглят към село Дуамон. Германците постигат целта си за по-малко от 20 минути и подгонват отстъпващите французи, докато срещат картечен огън от църквата на Дуамон. Някои немски войници се скриват в гората и клисурата, когато немската артилерия започва да бомбардира района, тъй като артилеристите не повярват на телефонните обаждания от бойното поле, че германската пехота се намира само на няколкостотин метра от крепостта. Няколко германски групи се оказват принудени да преминат в настъпление, за да се скрият от собствения си артилерийски обстрел, поради което две групи независимо една от друга успяват да се доберат до укреплението. Те обаче не знаят, че френският гарнизон там е съставен само от малък екип за поддръжка и че крепостта е частично обезоръжена след разрушаването на белгийските фортове през 1914 година от германските свръхтежки 420-милиметрови гаубици.
Германската група от около 100 войници се опитва да сигнализира на артилерията със сигнали ракети, но здрачът и снеговалежът ограничават видимостта им. Някои от тях започват да преминават през бодливата тел около форта, докато френският картечен огън от селото спира. Французите виждат немските сигнални ракети и ги вземат за отстъпващи приятелски зуави от Кота 378. Германците успяват да достигнат североизточния край на форта, преди французите да продължат със стрелбата. Групата немци откриват път по парапетите отгоре на канавката и слизат, без по тях да бъде стреляно, тъй като картечните гнезда във всеки ъгъл на рова са необитавани. Германците продължават навътре към форта през един от неизползваните бункери и скоро достигат централната част на крепостта.
След като тихо се промъкват във вътрешността на форта, германците чуват гласове и убеждават френски затворник, пленен при един от наблюдателните постове, да ги отведе до долния етаж, където те се натъкват на административния офицер на крепостта с около 25 войници (по-голямата част от гарнизона) и ги пленяват. На 26 февруари германците са напреднали с 3 километра по 10-километров фронт. Френските загуби по това време възлизат на 24 000 души, а немските са около 25 000. Последваща френска контраофанзива срещу Форт Дуомон се проваля и Петен нарежда да не се правят повече опити и вместо това нарежда текущите линии да се консолидират и да се заемат позиции в другите крепости, които да се запасят с оръжия и провизии в подготовка за евентуална обсада.

#### 27 – 29 февруари
Германското настъпление постига само малък напредък на 27 февруари, след като топенето на снеговете превръща почвата в тресавище, а пристигането на френски подкрепления повишава ефективността на отбраната. Някои от германските артилерийски установки вече са негодни за военна служба, докато други батареи затъват в калта. Освен това, немската пехота вече започва да усеща умората и страда от неочаквано големия брой жертви – около 500 души загиват само около селото Дуомон. На 29 февруари немското нашествие е спряно при Дуомон от тежък снеговалеж и съпротивата на френския 33-ти пехотен полк. Това забавяне на врага дава на французите време да си набавят още 90 000 души и 21 000 тона амуниции от Бар льо Дюк. Бързата немска атака е излязла извън обсега на прикриващия артилерийски огън, а калните условия силно затрудняват придвижването на артилерия напред, както е планирано. Напредъкът на немците на юг ги поставя в обсега на френската артилерия западно от Мьоз, чийто артилерийски огън причинява доста германски жертви.

### Втори етап, 6 март – 15 април

#### 6 – 11 март
Преди офанзивата Фалкенхайн очаква френската артилерия на западния бряг да бъде потисната от контрабатарейния огън, но той се проваля. Германците съставят специална артилерийска сила именно за да контрират френската артилерия от западния бряг, но това също не спомага за намаляване на немските пехотни загуби. Пета армия поисква още подкрепления към края на февруари, но Фалкенхайн отказва поради вече постигнатия бърз напредък на източния бряг и защото се нуждае от резерви за офанзива другаде, след като нападението при Вердюн привлече и стопи френските резерви. Паузата в немското настъпление на 27 февруари кара Фалкенхайн да преразгледа ситуацията и да реши дали да приключи офанзивата или да я подсили. На 29 февруари главнокомандващият на 5-а армия, Константин Шмид фон Кнобелсдорф, взема две дивизии от резерва с уверението, че веднъж щом се завземат височини на западния бряг, офанзивата на източния бряг ще бъде завършена. 6-и резервен корпус е подкрепен от 10-и резервен корпус и има за цел да подсигури линия на юг от Авокур до Кота 304 северно от Ен, Боа дьо Кюмиер и Кота 205, от която може да бъде унищожена френската артилерия на западния бряг.
Артилерията на двукорпусовата група на западния бряг е допълнена от 25 тежки артилерийски батареи. Командването на артилерията е поверено на един офицер и е уредено артилерията на източния бряг да осигурява огън за поддръжка. Атаката е планирана от генерал Хайнрих фон Гослер в две части: срещу Морт Ом и Кота 365 на 6 март, последвана от настъпление към Авокур и Кота 304 на 9 март. Германското бомбардиране снижава височината Кота 304 от 304 m на 300 m. В Морт Ом са укрити батареите на френските полеви оръдия, които възпрепятстват германското напредване към Вердюн от дестния бряг. Възвишенията предоставят и добра видимост към левия бряг. След като щурмуват Боа де Корбо и го губят след френска контраатака, германците предприемат още едно нападение срещу Морт Ом на 9 март от Бетенкур на северозапад. Боа де Корбо е превзет отново с цената на много жертви, преди немците да завземат части от Морт Ом, Кота 304, Кюмиер и Шатанкур на 14 март.

#### 11 март – 9 април
Чак след седмица германската атака успява да постигне целите си, които си е определила за първия ден. Уви, те откриват, че френските оръдия зад Кор дьо Мар и Боа Бору все още действат и нанасят множество щети по германските части на източния бряг. Германската артилерия се премества при Кота 265, но е подложена на систематичен артилерийски обстрел от французите, което принуждава немците (които трябва да встъпят към втората част от офанзивата на западния бряг) да отбраняват придобивките си от първата фаза. Немското настъпление преминава от големи операции на широк фронт към теснофронтови атаки с по-ограничени цели.
На 14 март германска атака завзема Кота 365 на западния край на Морт Ом, но френската 75-и пехотна бригада успява да удържи Кота 395 на източния му край. На 20 март, след бомбардиране с 13 000 мини, 11-а баварска и 11-а резервна дивизии атакуват Боа д'Авокур и Боа дьо Маланкур, достигайки първоначалните си цели сравнително лесно. Гослер нарежда настъплението да спре, за да се консолидира превзетата земя и да се подготви още една голяма бомбардировка за следващия ден. На 22 март две дивизии атакуват Термитния хълм близо до Кота 304, но са посрещнати от масиран артилерийски огън, който нанася удари и по сборните точки и комуникационните линии на германците, с което немското напредване е възпряно.
Ограниченият германски успех излиза скъпо, а френската артилерия нанася удари и убива дори повече противници, когато немската пехота се опитват да се окопае в земята. Към 30 март Гослер вече е превзел Боа дьо Маланкур на цената на 20 000 души, като германците все още не са достигнали Кота 304. На 30 март пристига 22-ри резервен корпус като подкрепление, а генерал Макс фон Галвиц поема командването на новата Нападателна група Запад. Селото Маланкур е завзето на 31 март, Окур пада на 5 април, а Бетенкур – на 8 април. На източния бряг, германските атаки в покрайнините на Во достигат Боа Келет и железопътната линия Во-Фльори, но са изтласкани назад от френската 5-а дивизия. Предприето е и нападение по по-широк фронт от германците към обед на 9 април, но и то е отблъснато, освен при Морт Ом, където френската 42-ра дивизия отстъпва от североизток. На десния бряг, атака срещу Кот дю Поавър се проваля.
През март месец немските нападения вече не разполагат с предимството на изненадата и са изправени срещу решителен и добре запасен противник, заел по-благоприятни отбранителни позиции. Германската артилерия все още може да опустоши френските отбранителни позиции, но не може да спре френската артилерия да нанесе много жертви по германската пехота и да я изолира от доставките ѝ. Масираният артилерийски огън може да позволява на немските пехотинци да правят малки стъпки напред, но френският артилерийски огън може да позволи същото и на френските войници в случай на контраатака, което често отблъсква германската пехота и я подлага на постоянни загуби. Германските усилия на западния бряг показват, че завземането на дадена ключова точка също не е достатъчно, защото тя често попада под прицела на друга стратегически разположена точка, която също трябва да бъде превзета, за да може да се защити първата. Това прави спирането на немските атаки нерационален ход, освен ако те не са готови да се завърнат към фронтовата си линия от февруари месец.
Към края на март офанзивата вече е струвала на немците 91 607 души и Фалкенхайн започва да обмисля приключването ѝ, за да не се превърне в поредното скъпо и нерешително сражение като Първата битка при Ипър от края на 1914 година. Щабът на 5-а армия изпраща искане за още подкрепления от Фалкенхайн на 31 март с оптимистичен доклад, според който французите са на ръба на силите си и неспособни да осъществят голяма офанзива. Командването на 5-а армия иска да продължи офанзивата на източния бряг, докато се направи линия от Увраж дьо Тиомон, през Фльори, Форт Сувил до Форт дьо Таван, докато на западния бряг френските сили ще се самоунищожат чрез контраатаки. На 4 април Фалкенхайн отговаря, че французите поддържат значителен резерв и че немските ресурси са ограничени и недостатъчни за да се заменят постоянно хора. Ако продължението на офанзивата на източния бряг не успее да достигне Мьозките възвишения, Фалкенхайн е готов да приеме, че нахлуването се е провалило и ще му сложи край.

### Трети етап, 16 април – 1 юли

#### Април
Провалът на немските атаки в началото на април от Нападателна група Изток, кара Кнобелсдорф да се допита до корпусните командири от 5-а армия, които единодушно искат да продължат. Германската пехота е изложена на постоянен артилерийски огън от фланговете и от тила. Комуникациите с тила и резервните позиции също са уязвими, което причинява постоянен поток от жертви. Отбранителни позиции са трудни за създаване, тъй като вече съществуващите позиции се намират на земя, която е била опустошена от немските бомбардировки в началото на офанзивата, което оставя немската пехота с много малка защита. Командирът на 15-и корпус, генерал Бертхолд фон Даймлинг, също пише, че френската тежка артилерия и газовите бомбардировки подкопават морала на немската пехота, което налага необходимостта да се продължи настъплението, докато се достигнат по-защитени позиции. Кнобелсдорф докладва тези сведения на Фалкенхайн на 20 април, добавяйки, че ако германците не преминат в настъпление, те ще трябва да отстъпят към началната линия от 21 февруари.
Кнобелсдорф отхвърля политиката на ограничени откъслечни атаки и се застъпва за връщането към широкофронтовите атаки с неограничени цели, за да се достигне бързо линията от Увраж дьо Тиомон до Фльори, Форт Сувил и Форт дьо Таван. Фалкенхайн е убеден да се съгласи на промяната и към края на април до Вердюн са изпратени 21 дивизии, включително и войски от Източния фронт. Прибягването до големи, неограничени атаки се оказва скъпо начинание и за двете страни, като германският прогрес е бавен. Вместо да нанесат опустошителни щети по френските формирования чрез тежка артилерия и с пехотата в отбранителна позиция, германците нанасят щети чрез нападения, което кара французите да контраатакуват.
В средата на март Фалкенхайн напомня на 5-а армия да използва тактики, предназначени за опазване на пехотата, след като на корпусните командири е дадена свобода на избор между предпазливата тактика „стъпка по стъпка“ (предпочитана от Фалкенхайн) и тактиката на максимални усилия, която служи за постигането на бързи резултати. В третия ден на офанзивата, 6-а дивизия от 3-ти корпус се опитва да завземе Ербебоа на всяка цена. Фалкенхайн призовава 5-а армия да използва щурмови отряди, въоръжени с автоматични оръжия, ръчни гранати, минохвъргачки и огнехвъргачки, за напредване пред фронта на главното пехотно тяло. От щурмовите отряди се очаква да прикриват настъплението си чрез умело използване на терена и завземане на бункерите, останали след артилерийската подготовка. Силните точки, които не могат да бъдат превзети, следва да се подминават и да бъдат овладявани от следващите войски. Фалкенхайн нарежда командването на полевата и тежката артилерия да се комбинира, като всяка корпусна щаб-квартира да разполага с един командир. Общите наблюдателни и комуникационни системи трябва да гарантират, че батареите в различните части ще могат да обсипят мишените си с гъсто концентриран огън, който ще се разпределя систематично в подкрепа на дивизиите.
В средата на април Фалкенхайн нарежда пехотата да напредва в близост до баражите, така че да се възползва от неутрализиращия ефект на артилерийския огън върху оцелелите защитници, тъй като новобранците при Вердюн не са подготвени за такива условия. Кнобелсдорф продължава с опитите за поддържане на скоростта на настъплението, която е несъвместима с тактиката на ограничените атаки, като от време на време прави паузи за консолидиране на територията и подготовка. Бруно фон Мудра и други командири, които не са съгласни, са уволнени. Фалкенхайн също се намесва, за да промени германските отбранителни тактики, препоръчвайки разпръсната защита, при която втората линия следва да се държи като основна линия на съпротива и да отскача в контранастъпление. Картечници трябва да се поставят, припокривайки обсегите си на действия, а пехотата следва да отбранява точно определени райони. Когато френските пехотинци влязат в атака, те трябва да бъдат изолирани чрез баражния огън до бившата си фронтова линия, с което да се увеличат загубите им. Промените, желани от Фалкенхайн, оказват малко влияния, тъй като главна причина за немските жертви остава артилерийския огън, като същото важи и за французите.

#### 4 – 22 май
След 10 май германските операции са ограничени до местни атаки, които са или в отговор на френски контраатаки или локални опити за завземане на точки с тактическо значение. В началото на май генерал Петен е повишен на командир на група армии „Център“, а генерал Робер Нивел поема командването над 2-ра армия при Вердюн. От 4 до 24 май немските атаки се провеждат на западния бряг около Морт Ом, като на 4 май е превзет северния склон на Кота 304. Френските контраатаки през следващите два дни са отблъснати. Френските защитници на билото са принудени да отстъпят назад на 7 май, но немската пехота не може да превземе възвишението, поради интензитета на френския артилерийски огън. Кюмиер и Корет попадат в германски ръце на 24 май, докато френска контраатака започва при Форт Дуомон.

#### 22 – 24 май
През май месец генерал Нивел нарежда на генерал Шарл Манжен, командир на 5-а дивизия, да планира контранастъпление срещу Форт Дуомон. Първоначалният план включва атака по 3-километров фронт, но няколко дребни немски атаки завземат клисурите Фос Кот и Кульовър от югоизточната и западната страни на крепостта. Още една атака завзема възвишението южно от клисурата Кульовър, което предоставя на германците по-добри маршрути за контраатака и наблюдение на френските линии на юг и югозапад. Манжен предлага предварително нападение, което да завземе клисурите, така че да се възпрепятстват маршрутите на евентуална германска контраатака срещу форта. Необходими са още дивизии, но такива не са изпратени, защото са нужни за предстоящата офанзива при Сома. Силата на Мажен е ограничена до една дивизия за атаката плюс една в резерва. Той смалява атаката до щурм срещу Морше, Боне д'Евек, Фонтен, Форт Дуомон и Онгроа, което изисква напредване с около 500 метра на 1150-метров фронт.
Германският 3-ти корпус трябва да командва атаката на 5-а дивизия и 71-ва бригада с поддръжка от три роти за артилерийско наблюдение и бойна група. Основното усилие пада на раменете на два батальона от 129-и пехотен полк, всеки от тях с пионерна рота и картечарска рота. 2-ри батальон трябва да нападне от юг, докато 1-ви батальон се придвижва по западната страна на форта към северния ѝ край, завземайки окопа Фонтен и свързвайки се с 6-а рота. Два батальона от 74-ти пехотен полк трябва да напреднат по източната и югоизточната страни на крепостта и да поемат контрол над картечна кула върху възвишение на изток. Поддръжката по фланговете се осигурява от съседните полкове, като са планирани диверсии близо до Форт Во и клисурата Дам. Подготовките за офанзивата включват прокопаването на 12 km окопи и построяването на голям брой складове, но е постигнат само малък напредък, поради недостиг на пионери. Френски войски, пленени на 13 май, разкриват плана на германците, които отговарят чрез артилерийски обстрел, който да забави френската подготовка.
Френската предварителна бомбардировка от четири 370-mm минохвъргачки и 300 тежки оръдия започва на 17 май и към 21 май френският артилерийски командир заявява, че крепостта е била тежко повредена. По време на бомбардировката германският гарнизон в крепостта е подложен на голямо напрежение, докато френските снаряди пробиват дупки в стените, а бетонният прах, отходните газове от електрическия генератор и газовете от разлагащите се трупове правят въздуха труден за дишане. Водата им привършва, но към 20 май подкрепления започват да се придвижват напред, след което радиопредавателната станция в северозападната картечна кула изгаря.
Условията за германската пехота в околността са дори още по-зле и към 18 май френските разрушителни бомбардировки са заличили много от защитните им позиции, а оцелелите се крият в кратерите от снарядите, Комуникацията с тила е прекъсната, а храната и водата са свършили към момента на френската атака на 22 май. От войниците на 52-ри пехотен полк пред Форт Дуомон са останали едва 37 души близо до фермата Тиомон, докато германската контраартилерия нанася сходни загуби по френските войски. На 22 май френски самолети атакуват осем наблюдателните балони на немците и свалят шест от тях, губейки един самолет Nieuport 16. Други френски самолети нападат щаб-квартирата на 5-а армия при Стене. Немският артилерийски огън се засилва броени минути преди френското нападение, с което размерът на ротите на 129-и пехотен полк е намален до 45 души всяка.
Атаката започва в 11:50 часа на 22 май по 1-километров фронт. На левия фланг 36-и пехотен полк бързо завзема Морше и Боне д'Евек, но понася много загуби, поради което не може да продължи повече напред. Десният фланг е прикован на земята от тежък обстрел, с изключение на една рота, която изчезва в гората Келет. Батальон от 74-ти пехотен полк дори не успява да напусне окопите си. Друг батальон успява да достигне целта си при склад за амуниции, убежище в края на гората Келет и картечна кула източно от форта, където батальонът се оказва без прикритие по фланговете.
Въпреки немския огън с леки оръжия, 129-и пехотен полк достига крепостта за няколко минути и успява да влезе в него през западната и южната страни. Към свечеряване около половината форт вече е завзет, а на следващия ден е изпратена 34-та дивизия, която да помогне на френските войски в него. Опитът за подкрепление на форта се проваля, тъй като немските резерви успяват да изолират френските войски в него и да ги накарат да се предадат, вземайки 1000 френски военнопленници. След три дни французите вече са понесли 5640 жертви от общо 12 000 души, участващи в офанзивата. Германците са загубили 4500 души.

#### 30 май – 7 юни
- Изглед към бойното поле на Вердюн от Форт дьо ла Шом, 1917 г.

Към края на май 1916 година германските атаки се преместват от левия бряг при Морт Ом и Кота 304 към десния бряг, южно от Форт Дуомон. Немско нападение достига възвишението Фльори, където започва последната френска отбранителна линия. Нападението цели да превземе Увраж дьо Тиомон, Фльори, Форт Сувил и Форт Во в североизточния край на френската линия, която към този момент е била бомбардирана с около 8000 снаряда на ден от началото на офанзивата. След последен щурм на 1 юни от около 10 000 немски войници, върхът на Форт Во е окупиран на следващия ден. Сраженията продължават под земята, докато водата на гарнизона не свършва. На 7 юни се предават 574 оцелели френски войници. Когато новините за падането на Форт Во достигат Вердюн, в покрайнините на града започват да се изкопават окопи. На левия бряг германците напредват от Кота 304, Морт Ом и Кюмиере и вече застрашават френската отбрана при Шатанкур и Авокур. Силните дъждове забавят немското настъпление към Форт Сувил, където и двете страни се атакуват и контраатакуват през следващите два месеца. 5-а армия понася 2742 жертви в околностите на Форт Во в периода 1 – 10 юни, от които 381 са убити, 2170 са ранени, а 191 са изчезнали. Френските контранастъпления от 8 и 9 юни се оказват скъпоструващи провали.

#### 22 – 25 юни
На 22 юни германската артилерия изстрелва над 116 000 снаряда с дифосген срещу френските артилерийски позиции, което им причинява 1600 жертви и неутрализира много от оръдията им. Сутринта на следващия ден, в 5:00 часа немците атакуват по 5-km фронт и издълбават клин с дължина 3 km и широчина 2 km във френската защитна линия. Настъплението не среща съпротива до 9:00 часа, когато някои от френските войски успяват да отвърнат чрез ариергарда си. Убежищата Увраж дьо Тиомон и Увраж дьо Фроатер в южния край на платото са превзети, както и селата Фльори и Шапел Сент-Фин. Нападението се доближава до Форт Субил (който е понесъл около 38 000 артилерийски удара от април насам), като немците вече са на 5 km от центъра на Вердюн.
На 23 юни 1916 година генерал Робер Нивел заповядва: „Ils ne passeront pas!“. Той е притеснен относно спадащия френски морал при Вердюн. След като е повишен на командир на 2-ра армия през юни 1916 година, проявления на недисциплинираност се появяват в пет фронтови полка.
Французите бързо си връщат Шапел Сент-Фин, с което спират немското настъпление. Доставките на вода до германската пехота са нарушени, клинът им е уязвим към огън от три страни, а атаката не може да продължи без още амуниции с дифосген. Шапел Сент-Фин се оказва най-близката точка до Вердюн, която германците достигат в хода на офанзивата. На 24 юни започва предварителна англо-френска бомбардировка на Сома. Фльори преминава ту в едни ръце, ту в други общо 16 пъти в периода 23 юни – 14 август. Четири френски дивизии са отклонени от Сома към Вердюн. Френската артилерия се възстановява в достатъчна степен към 24 юни, което ѝ позволяват да разпокъса немската фронтова линия. Към 25 юни и двете страни са крайно изтощени и Кнобелсдорф спира настъплението.

### Четвърти етап, 1 юли – 17 декември
Към края на май френските жертви при Вердюн вече наброяват 185 000 души, а към юни германските загуби са достигнали около 200 000 души. Разразяването на битката при Сома на 1 юли принуждава германците да изтеглят част от артилерията си от Вердюн, което е и първият стратегически успех за англо-френската офанзива.

#### 9 – 15 юли
Форт Сувил контролира било на 1 km югоизточно от Фльори и е една от първоначалните цели на февруарската офанзива. Превземането на тази крепост би предоставило на германците контрол над възвишенията над Вердюн и би позволило на пехотата да заеме укрепена позиция. На 9 юли започва германска предварителна бомбардировка, придружена от опит да се потисне френската артилерия с над 60 000 газови снаряда, които обаче не са особено ефективни, тъй като французите вече са снабдени с подобрени противогази. Форт Сувил и подходите към него са бомбардирани с повече от 300 000 снаряда, от които около петстотин 360-mm снаряда удрят крепостта.
Три германски дивизии влизат в настъпление на 11 юли, но пехотата им се струпва на пътя, водещ към Форт Сувил и попада под снарядите на френската артилерия. По оцелелите войници е открит огън от 60 френски картечари, които излизат от крепостта, за да заемат позиции на надстройката му и да имат по-добра видимост. 30 войници от 140-и пехотен полк успяват да достигнат върха на форта на 12 юли, откъдето немците виждат покривите на вердюнските къщи и кулите на катедралата. След малка френска контраатака, оцелелите се изтеглят към стартовите си линии или се предават. Вечерта на 11 юли, кронпринц Вилхелм получава нареждане от Фалкенхайн да премине в отбранителен режим, а на 15 юли французите предприемат по-голямо контранастъпление. То обаче не води до териториални придобивки за французите и през остатъка от месеца те правят само малки атаки.

#### 1 август – 17 септември
На 1 август германска изненадваща атака успява да напредне с 800 – 900 метра към Форт Сувил, което задейства двуседмични френски контраатаки, които обаче успяват да завземат обратно само малка част от покорените им земи. На 18 август Фльори попада отново под френски контрол, а към септември френските контраатаки вече са възстановили голяма част от земите, загубени през юли и август. На 29 август Фалкенхайн е заменен като началник на генералния щаб от Паул фон Хинденбург с първи интендант генерал Ерих Лудендорф. На 3 септември атака по двата фланга при Фльори спечелва още няколкостотин метра за френската фронтова линия. Немските контраатаки от 4 и 5 септември са неуспешни. Французите нападат отново на 9, 13, 15, 16 и 17 септември. Човешките загуби са относително ниски, освен при железопътния тунел на Таван, където 474 френски войници загиват в пожар, който избухва на 4 септември.

#### 20 октомври – 2 ноември
През октомври 1916 година французите започват първата си голяма офанзива при Вердюн, която цели завземането на Форт Дуомон чрез настъпление с повече от 2 km. Седем от 22-те дивизии при Вердюн са заменени към средата на месеца, а френските пехотни взводове са преорганизирани така, че да включват войници с пушки, гранати и картечници. В хода на шестдневната си предварителна бомбардировка френската артилерия изстрелва общо 855 264 снаряда, включително няколкостотин 370-mm и 400-mm свръхтежки такива, от 700 оръдия и гаубици.
Френската железопътна артилерия, разположена на 13 km югозападно при Балекур, стреля еднотонни 400-mm снаряди. Французите идентифицират около 800 германски оръдия на западния бряг, които са способни да предоставят поддръжка на немските 34-та, 54-та, 9-а и 33-та дивизии с 10-а и 5-а дивизии в резерва. Поне 20 от свръхтежките снаряди удрят Форт Дуомон, като един от тях пробива най-ниския му етаж и се взривява в пионерно депо, причинявайки пожар в близост до 7000 ръчни гранати.
Френските 38-а, 133-та и 74-та дивизии атакуват в 11:40 часа. Пехотата напредва с 50 m, придвижвайки се зад артилерийския бараж. Артилерийския огън в близост до германските части ги принуждава да останат окопани. Все пак, немците вече частично са евакуирали Дуомон, който французите си връщат на 24 октомври. Над 6000 военнопленници и 15 оръдия са взети към 25 октомври, но натискът срещу Форт Во се проваля.
През следващите дни са превзети каменоломната на Одромон, Увраж дьо Тиомон и фермата Тиомон, село Дуомон, северния край на гората Келет, езерото Во, източния ръб на гората Фюмен и батареята Дамлу. Най-тежката френска артилерия бомбардира Форт Бо през следващата седмица, а на 2 ноември германците се евакуират от него след огромен взрив на 220-mm снаряд. Френските подслушвачи прихващат немско радиосъобщение относно отстъплението и френска пехотна рота влиза в крепостта без да възпроизведе и един изстрел. На 5 ноември французите достигат положението на фронтовата линия от 24 февруари, а офанзивните операции стихват до декември.

#### 15 – 17 декември 1916
Втората голяма френска офанзива при Вердюн е планирана от Петен и Нивел и е командвана от Манжен. 126-а, 38-а, 37-а и 133-та дивизии нападат с още четири в резерв. Поддържани са от 740 тежки оръдия. Атаката започва в 10:00 часа на 15 декември след шестдневна бомбардировка с 1 168 000 снаряда от 827 оръдия. Последната френска бомбардировка е насочена от наблюдателни самолети и удря окопи, землянки и наблюдателни постове. Пет немски дивизии с поддръжката на 533 оръдия заемат отбранителна позиция, като 2⁄3 от пехотата се намира на бойното поле, а останалата 1⁄3 е в резерва, на 10 – 16 km зад него.
Две от немските дивизии също са изтънели до около 3000 души вместо нормалния си състав от около 7000 души. Френското настъпление е предшествано от двоен надлъжен артилерийски бараж, с шрапнелен огън от полевата артилерия на 64 m пред пехотата и високо експлозивен бараж на 140 m напред, който достига втората германска линия и има за цел да блокира немското отстъпление, както и пристигането на подкрепления. Германската отбрана рухва и 13 500 души от 21 000 в петте фронтови дивизии са пленени от френската пехота, след като са били хванати в капан под прикритието си.
Французите достигат целите си при Вашровил и Ловмон, които са изгубили през февруари, заедно с Ордомон и Ловмон-Кот-дю-Поавър, въпреки че нападат при много лоши метеорологични условия. Германските резервни батальони не достигат фронта до вечерта и двете дивизии, които са били мобилизирани на предната вечер, все още се намират на 23 km към обед. През нощта на 16/17 декември французите консолидират нова линия от Безонво до Кот дю Поавър, на 2 – 3 km след Дуомон и 1 km северно от Форт Во, преди германските резерви да успеят да контраатакуват. 155-милиметровата кула при Дуомон е поправена и предоставя прикриващ огън на френското нападение. Най-близкото положение на германците при Вердюн е изтласкано 7,5 km назад, а всичките им наблюдателни постове са превзети. Французите пленяват 11 387 души и 115 оръдия. Някои германските офицери се оплакват на Манжен относно неудобствата си в плен, при което той отговаря: „Съжаляваме за това, господа, но пък не очаквахме толкова много от вас.“. Командирите на немските 5-а армия и 14-и резервен корпус са уволнени на 16 декември 1916 година.

## Последствия
Сражението при Вердюн не води до никакви тактически или стратегически резултати. Към декември 1916 година фронтовата линия отново се намира там, където се намира и през февруари същата година. При Вердюн германският стратегически план от 1916 г., който цели Франция да бъде изкарана от войната с един мощен и неочакван удар, претърпява провал. На практика, Вердюнската битка, както и битката при Сома, бележат началото на изчерпването на военния потенциал на Германската империя и накланянето на везните в полза на Антантата. Фалкенхайн подценява французите, за които победата на всяка цена е единственият начин да се оправдаят жертвите, направени до този момент. Френската армия дори не е близко до разпадане и само задейства по-ранното пристигане на британските подкрепления. Способността на германската армия на нанася несъразмерни щети на врага също е надценена, отчасти защото командирите на Пета армия се опитват да превземат Вердюн и атакуват, независимо от загубите си.
И двете страни в битката губят по няколкостотин хиляди души. При Вердюн за пръв път се използват широко много видове оръжия – леки картечници, пушечни гранати, огнехвъргачки и химически снаряди. Плътността на артилерията значително е увеличена, води се интензивна борба за надмощие във въздуха и са провеждани въздушни щурмови операции. За пръв път оперативното прегрупиране на войските се извършва с помощта на автомобилен транспорт.
След 10-месечната битка пастирският пейзаж около Вердюн е изменен завинаги. Девет села (Бомон, Безонво, Кюмиер, Дуомон, Фльори, Омон, Лувмон, Орн и Во) са изцяло разрушени. В памет на незнайните загинали бойци, през 1932 година е построена костница при Дуомон, където се съхраняват останките на 150 000 неидентифицирани френски и германски войници.
Възвишения около града с площ от 170 km2 са обявени за „червена зона“, поради наличието на невзривили се боеприпаси. Век по-късно, френското министерство на вътрешните работи изчислява, че над 10 милиона снаряда са останали заровени в земите около Вердюн, а операциите по изчистването им продължават да премахват около 40 тона невзривили се муниции от района ежегодно. Особено опасни са химическите снаряди, които видимо не се различават от експлозивните, но съдържанието им остава отровно през годините, а обвивката им е склонна на пропускане. Оценено е, че операциите по изчистването на почвата около Вердюн ще отнеме още много години.